# Yutaro Hara
Yutaro Hara (原 裕太郎 Hara Yutaro?), född 23 april 1990 i Shimane prefektur, är en japansk fotbollsspelare.
Hara började sin karriär 2009 i Sanfrecce Hiroshima. Med Sanfrecce Hiroshima vann han japanska ligan 2012 och 2013. 2015 flyttade han till Roasso Kumamoto. Han spelade 11 ligamatcher för klubben. 2016 flyttade han till Ehime FC.